# Comitatul Fremont, Wyoming
Comitatul Fremont, conform originalului din engleză,  Fremont County, este unul din cele 23 comitate ale statului american Wyoming. Conform Census 2010, populația sa fusese de 40.123 de locuitori. 
Sediul comitatului este orașul Lander.  Fondat în 1884, a fost denumit după John C. Frémont, general, explorator și politician. Este aproximativ de dimensiunea statului al al 14-lea (după data aderării) al Uniunii, statul  Vermont.
Fremont County conține zona micropolitană din jurul localității Riverton (numită de același USCB, Riverton,  Wyoming Micropolitan Statistical Area).

## Geografie

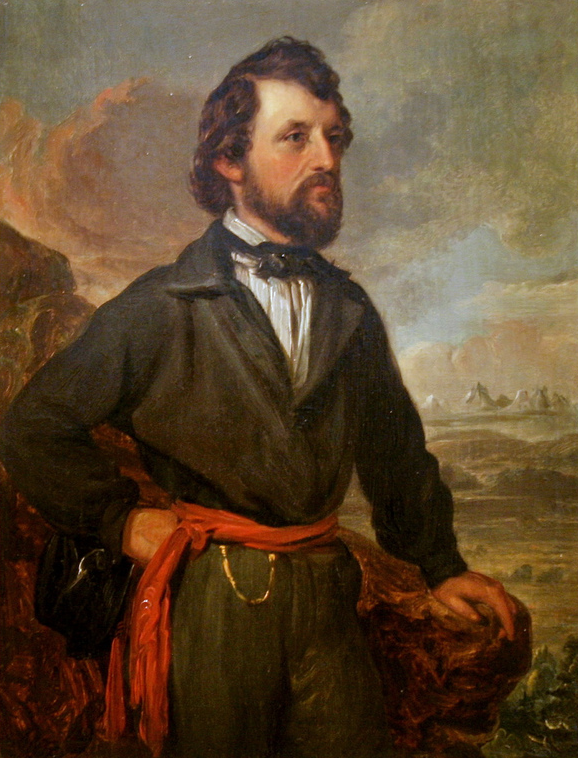
John Charles Frémont, general, explorator și politician.

## Demografie
|  | Graficele sunt indisponibile din cauza unor probleme tehnice. Mai multe informații se găsesc la Phabricator și la wiki-ul MediaWiki. |

Date: Wikidata - grafică realizată de Wikipedia